# 駱秉章

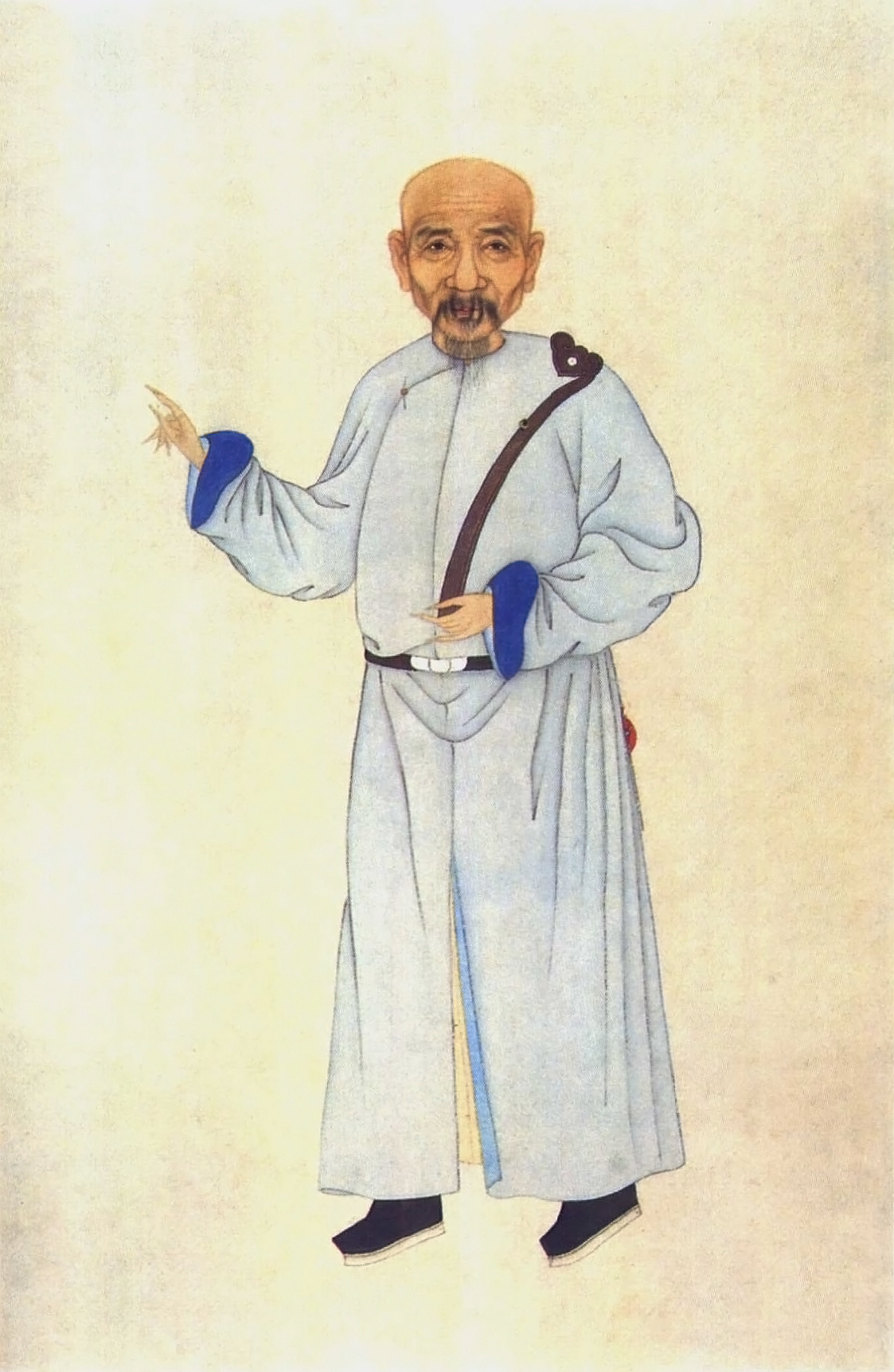
駱秉章

駱 秉章（らく へいしょう、Luo Bingzhang、1793年 - 1867年）は、清の官僚。字は籲門、号は儒斎。広東省花県出身。
1832年、進士となって翰林院庶吉士となる。1848年、湖北按察使となり、1850年には貴州布政使から湖南巡撫に昇進した。1852年、太平天国軍が湖南に入ると駱秉章は兵を率いて抵抗し、長沙を80日間にわたって包囲されたがついに守りきった。1853年、曽国藩が団練を結成するのを支持し、左宗棠を幕僚に招いた。
1861年、四川総督に任命され雲南省の藍朝鼎の蜂起軍を鎮圧した。1863年、大渡河に進軍し太平天国の石達開の退路を断った。石達開は包囲され、部下の命を助けるために投降し成都で処刑された。1867年、四川総督在任のまま死去。文忠の諡号を贈られた。